# 찰스 틸리
찰스 틸리(Charles Tilly, 1929년 5월 27일 ~ 2008년 4월 29일)는 정치와 사회의 관계에 대해 저술한 미국의 사회학자, 정치학자, 역사학자이다. 틸리는 1969년부터 1984년까지 미시간 대학교에서 역사학, 사회학 및 사회과학 교수로 재직했으며, 그 전에는 컬럼비아 대학교에서 사회과학 교수로 지냈다.
그는 "21세기 사회학의 창시자" 이자 "세계 최고의 사회학자이자 역사가 중 한 사람"으로 "타의 추종을 불허하는 학문, 최고의 인간성, 흔들리지 않는 정신"으로 묘사되었다. 그의 사후에는 수많은 특별 저널, 컨퍼런스, 수상 및 사망 기사가 그를 기리기 위해 게재되었다. 그는 대규모 역사 사회 과학 연구의 영향력 있는 지지자였다. 틸리의 1984년 책 Big Structures, Large Processes, huge Comparisons 의 제목은 사회 과학 연구에 대한 그의 특별한 접근 방식의 특징이다.

## 개인 생활과 교육
틸리는 일리노이주 롬바드 (시카고 근처)에서 태어났다. 그는 1950년에 하버드 대학교 를 우등으로 학사 학위로 졸업했다.
하버드에 있는 동안 그는 소셜 네트워크 분석의 "Harvard 혁명" 동안 사회 관계학과 학생이었다. Dr. Victor Lee Burke에 따르면,  틸리의 Michigan 대학 대학원생 중 한 명인 틸리는 탤컷 파슨스 및 조지 호만스와 함께 업계에서 많은 사람들이 세계 최고의 전문가로 간주한 피터림 소로킨의 조교였다고 한다. 틸리에 따르면, 소로킨은 이른 아침에 그에게 전화를 걸어 독특한 러시아어 억양으로 "틸리 씨, 오늘 제 수업을 가르쳐야 합니다"라고 말한 다음 전화를 끊고 틸리를 공황 상태에 빠뜨렸다. 틸리는 소로킨이 그날 의도한 바가 무엇인지 조금도 모른 채 성실하게 수업을 가르쳤다. 틸리는 또한 소로킨이 그의 논문 의장이 되도록 할 계획이었지만 소로킨은 틸리의 아이디어를 들을 때마다 "틸리 씨는 매우 흥미롭지만 플라톤이 더 잘 말한 것 같다."라고 말했다. 틸리는 몇시인지 잊어버리고 나타나지 않았기 때문에 Harvard에서 예비 시험에 떨어졌다.
찰스 틸리는 2008년 4월 29일 브롱크스에서 림프종으로 사망했다. 그가 병원에서 퇴색하면서 그는 초기 학생인 Barry Wellman 에게 "복잡한 상황이다."라는 독특한 문장을 남겼다. 틸리가 사망한 후의 성명에서 Columbia University 총장 Lee C. Bollinger는 틸리가 "정치 역사의 논쟁적인 역학과 민족지학적 토대에 관한 책을 문자 그대로 썼다"고 말했다. 미시간 대학의 아담 애쉬포스(Adam Ashforth)는 틸리를 "21세기 사회학의 창시자"라고 묘사했다.

## 교육 경력
찰스 틸리는 델라웨어 대학교, 하버드 대학교, 토론토 대학교, 미시간 대학교, 뉴 스쿨, 컬럼비아 대학교에서 가르쳤다. 미시건에서 틸리는 1969-1984년 역사학 교수, 1969-1981년 사회학 교수, 1981-1984년 사회 과학 교수를 역임했다. Columbia에서 그는 Joseph L. Buttenwieser 사회 과학 교수였으며 Harrison White와 함께 틸리는 New York School of Relational Society의 출현에 핵심적인 역할을 했다. 그의 경력 동안 틸리는 600개 이상의 기사와 51권의 책과 단행본을 저술했다.

## 학문적 연구
틸리의 학문적 연구는 사회 과학의 여러 주제를 다루었으며 역사 및 정치 과학을 포함한 사회학 이외의 분야에서 학문에 영향을 미쳤다. 그는 역사 사회학 의 발전, 역사적 분석에서 양적 방법의 초기 사용, 사건 목록화 방법론, 조사의 관계적 및 사회적 네트워크 모드로의 전환, 과정 및 메커니즘 기반의 발전에서 주요 인물로 간주된다. 논쟁적인 정치, 사회 운동 , 노동의 역사, 국가 형성, 혁명, 민주화, 불평등 및 도시 사회학에 대한 분석 및 연구에서 중요한 인물로 간주된다.

## 같이 보기
- 신제도주의
- 역사사회학
- 페리 앤더슨
- 조반니 아리기
- 노르베르트 엘리아스
- 어빙 고프먼
- 마이클 만 (사회학자)
- 배링턴 무어 주니어
- 스테인 로칸
- E. P. 톰슨
- 시다 스코치폴
- 이매뉴얼 월러스틴